# Оперний театр Зиміна

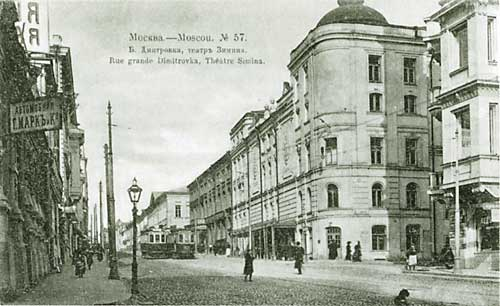
Будівля театру

Оперний театр Зиміна — приватний оперний театр, створений 1904 року в Москві  С. І. Зиміним. 1917 року театр був націоналізований, а 1924 року — перетворений на філію  Большого театру.

## Історія

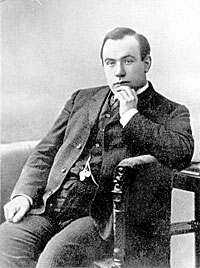
С. І. Зимін

Відкриття театру відбулося 1 (14) жовтня 1904 року на сцені театру «Акваріум» оперою «Майська ніч»  М. А. Римського-Корсакова.
З 1908 року спектаклі ставились на сцені Театру Солодовникова (нині приміщення Московського театру оперети). Театр пропагував російську класичну оперу (« Борис Годунов»  Мусоргського був поставлений без звичайних купюр і зі сценою «під Кромами»), ставив значні твори західно-європейської класики (тут вперше в Росії були поставлені «Нюрнберзькі мейстерзінгери»  Вагнера, 1909).
Під час Першої світової війни, в 1914 році, в Москві Зимін організував госпіталь, де за пораненими доглядали артисти і співробітники його театру. 1916 року була відкрита Оперна студія, де підготовка співаків велася за методикою, розробленою самим Зиміним. Але дуже скоро Оперна студія була ліквідована новою владою Ради робітничих і селянських депутатів.
1917 року театр 3иміна був націоналізований і отримав нову назву Театр Ради робітничих депутатів, з 1919 року — Мала державна опера, з 1921 року — Театр музичної драми. Проте, С. 3имін ще деякий час працював там в якості члена дирекції.

## Репертуар

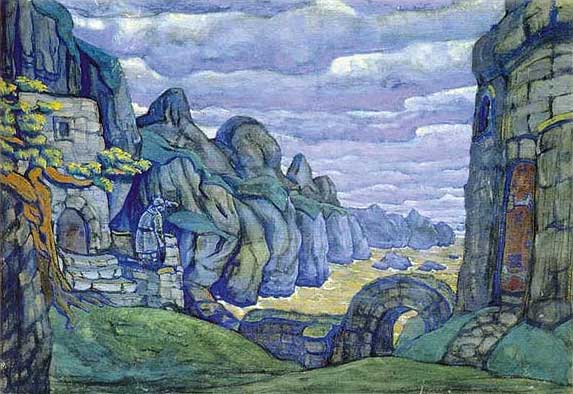
Декорація М. Реріха до опери «Трістан та Ізольда» для Театру Зиміна

Серед постановок, здійснених в оперному театрі Зиміна:
1907 — «Орлеанська діва»: диригент Паліцин, режисер Оленін; Карл VII — Пікок, Дюнуа — Вєков, Ліонель —  Бочаров, Кардинал — Трубін, Агнеса — Добровольська, Іоанна д'Арк — Петрова-Званцева, Тібо — Осипов, Раймонд —  Карензін.
24 вересня 1909 в Опері Зиміна вперше був поставлений «Золотий півник»  Н. А. Римського-Корсакова: режисер Оленін, художник  Білібін, диригент Купер; Шемаханська цариця — Добровольська, Додон —  Сперанський, Звіздар —  Пікок, Амелфа —  Ростовцева, Полкан —  Запорожець, Гвідон —  Ернст, Афрон — Диков, Золотий півник —  Клопотовська.
1911 — «Опричник»: диригент Паліцин, режисер Оленін, художник Маторін; Андрій —  Дамаєв, Наталя —  Мілова, Морозова —  Остроградська, Жемчужний —  Трубін. У тому ж 1911 році пройшла прем'єра опери  Е. Альбера «Долина» (друга постановка в Російській Імперії після Одеси): диригент Паліцин, постановка Оленіна; Педро — Дамаєв, Себастьяно — Бочаров, Марта —  Друзякіна, Томазо — Осипов, Нурі — Турчанінова, Моруччіо — Чугунов, Нандо — Скуба.
У театрі ставилися опери: «Іван Сусанін», «Русалка», «Демон», «Князь Ігор», « Снігуронька», «Садко», «Казка про царя Салтана», «Хованщина», «Борис Годунов»; «Мельник — чаклун, обманщик і сват» Соколовського, «Аскольдова могила»; «Рогнеда» Сєрова; твори західно-європейських композиторів «Аїда», «Богема», «Чіо-Чіо-сан»; «Манон» Жуль Массне; «Луїза» Гюстава Шарпантьє.
Крім того, було поставлено більшість опер П. І. Чайковського. Опери «Нюрнберзькі мейстерзінгери» (в 1909) і «Кармен» вперше в Росії пройшли в театрі Зиміна. Тут були поставлені «Капітанська дочка»  Кюї, «Клара Міліч» Кастальского, «Трільбі» Юрасовського, «Сестра Беатриса» Гречанінова та ін.
1916 року вперше побачила світ рампи саме в Опері Зиміна комічна опера В. Еренберга «Весілля» за  однойменним водевілем  Чехова.
Ще 1908 року спеціально для роботи з молодими співаками Зимін відкрив у Москві театр «Оріон» (як філію «Опери Зиміна»). Видатна співачка Валерія Барсова була з тих, хто вперше вийшли на сцену саме в Опері Зиміна — 1917 року.

## Трупа театру
До складу Оперного театру Зиміна увійшла, крім створеної ним приватної трупи, велика частина трупи « Товариства артистів московської приватної опери», керованого М. М. Іпполітовим-Івановим, яке закрилося в тому ж 1904 році. В кінцевому підсумку театр виник в результаті злиття двох цих труп.
В Опері Зиміна працювали як видатні вокалісти свого часу, так і артисти-початківці. Поруч з відомими співаками до театру запрошувались молоді актори, яким надавалась допомога у вокальній та мистецькій освіті..
Там працювали співаки: Ф. І. Шаляпін; Л. В. Собінов; Л. М. Клементьєв; П. С. Оленін — з 1907 головний режисер театру; В. І. Страхова, В. Р. Пікок; О. Каміонський;  В. Л. Нардов; О. І. Улуханов; Р. К. Ламберт; М. Д. Вєков, О. В. Нечаєва, О. Я. Цвєткова, В. М. Петрова-Званцева,  Н. С. Єрмоленко-Южина,  М. В. Бочаров, В. П. Дамаєв, М. І. Сперанський,  М. І. Донець, Ю. С. Кипоренко-Даманський; режисери О. В. Івановський, А. П. Петровський, М. М. Званцев, Ф. Ф. Коміссаржевський; диригенти М. Іпполітов-Іванов; Е. А. Купер; А. М. Пазовський; М. М. Багриновський, Є. Є. Плотніков; скрипаль Ю. Ф. Фаєр; кларнетист Ф. І. Ніколаєвський, класичний танцівник  М. Ф. Мойсеєв та інші видатні музиканти і театральні діячі — художники, артисти оркестру та ін.
В театрі виспупали також П. І. Цесевич , Б. К. Яновський, Г. С. Кравченко, Н. П. Кошиць, Ф. Б. Павловський , М. І. Закревська, В. О. Селявін, П. С. Строганов, І. Є. Гриценко, О. Р. Грозовська.
На запрошення Зиміна тут виступали закордонні співаки — Тітта Руффо, Джузеппе Ансельмі, Ліна Кавальєрі, диригенти — Едуар Колонн (1907), Вальтер Бруно (1914) та ін. Багато років в театрі співав італієць Маттіа Баттістіні; 1915 року на сцені театру танцювала М. Ф. Кшесінська, 1916 року з балетною трупою гастролював М. М. Фокін.